# Antonio Ruiz de Montoya
Compléments
Ruiz de Montoya fut le grand défenseur du peuple et de la culture guaranie
Antonio Ruiz de Montoya, né le 13 juin 1585 à Lima (Pérou) et y décédé le 11 avril 1652, est un prêtre jésuite péruvien, missionnaire au Paraguay et fondateur de plusieurs Réductions. Linguiste éminent (de la langue guaranie) il fut le grand défenseur du peuple guarani et de sa culture.

## Biographie

### Jeunesse et formation
Après une jeunesse turbulente Antonio décide de s’enrôler dans l’armée du roi pour aller se battre contre les Mapuches, un peuple insoumis du Chili (1605). Mais spirituellement insatisfait il se confie à un ami qui l’envoie auprès d’un jésuite. Cela change sa vie. Après un complément d’études au collège Saint-Martín de Lima, il entre au noviciat des jésuites de Lima, le 11 novembre 1606. Les Exercices Spirituels qu’il y fait confirment sa nouvelle orientation de vie.
Encore novice il est destiné à la province nouvellement créée du Paraguay. Il fait ses études de philosophie et théologie (1608-1611) à Santiago du Chili, et après son ordination sacerdotale en février 1611 il est envoyé à la Réduction guaranie de Loreto dans la région de Guairá (aujourd’hui au Brésil du Sud), y accompagnant ses fondateurs, José Cataldino et Simon Mascetta. Il arrive dans cette région éloignée de tout en 1612. Il a 27 ans.

### Missionnaire parmi les Guaranis
Il y vit dans la plus grande pénurie et pauvreté, au milieu de 700 familles, mais  «avec une telle paix de cœur et tel contentement que le désir d’y rester en est presque égoïste».  Ruiz est un bon organisateur et leader. Les missions se développent. Également excellent linguiste, il étudie en profondeur la langue guaranie et compose une grammaire avec vocabulaire et prononciation qui seront publiés en 1640, pour le bénéfice d'autres missionnaires qui le suivront. De 1622 à 1636 Ruiz est le Supérieur religieux des missions du Guairá  Durant cette période, et grâce à l’arrivée de renfort, douze réductions supplémentaires sont fondées.

### Dévastation et grand exode
En septembre 1627 les jésuites de Sao Paolo envoient à leurs confrères des Réductions une mise en garde: les Bandeirantes portugais préparent une grande razzia. Ruiz cherche de l’aide auprès des autorités espagnoles, mais sans succès. Ainsi, laissées sans protection, les Réductions sont fréquemment attaquées durant les années 1629 à 1631 par les bandeirantes de Sao Paulo (Brésil) et de leurs alliés les Tupians. Durant ces années de dévastation et de razzia, quelque 60 000 Guaranis perdent la vie, capturés (pour être réduits en esclavage) ou dispersés. Les villages sont détruits, sauf les réductions de Loreto et San Ignacio.
Le provincial Francisco Vázquez Trujillo ordonne le transfert massif des survivants des réductions détruites vers les régions du sud du fleuve Paraná. Ruiz est mandaté pour organiser cet exode des 5000 Amérindiens vers Loreto et San Ignacio. Des fugitifs d’autres villages les accompagnent: un total de 12 000 personnes, avec sept autres jésuites, s’embarquent avec tous leurs biens sur 700 canots qui descendent le fleuve Paraná et ensuite, par voie de terre, couvrent une distance de quelque 600 kilomètres, jusqu'à l'actuelle province de Misiones en Argentine. 10000 survivants arrivent à destination. Dans une lettre (mai 1632) au Supérieur Général, Muzio Vitelleschi, un des missionnaires qui participa à cet exode, Luis Ernot, juge que l'évacuation avait été hâtivement préparée et mal organisée.

### Défenseur des Guaranis
A la congrégation provinciale de 1637 Ruiz est élu pour être envoyé à Madrid y solliciter une action politique contre les attaques des postes missionnaires. Il doit faire face aux sympathisants que les colons ont à Madrid et à leurs manœuvres. Il supplie passionnément le roi : «Mon souhait d’obtenir réparation et justice m’a fait parcourir des centaines de kilomètres et venir aux pieds de votre Majesté, le bâton à la main et à moitié mort comme votre Majesté peut voir, pour implorer son aide... ».

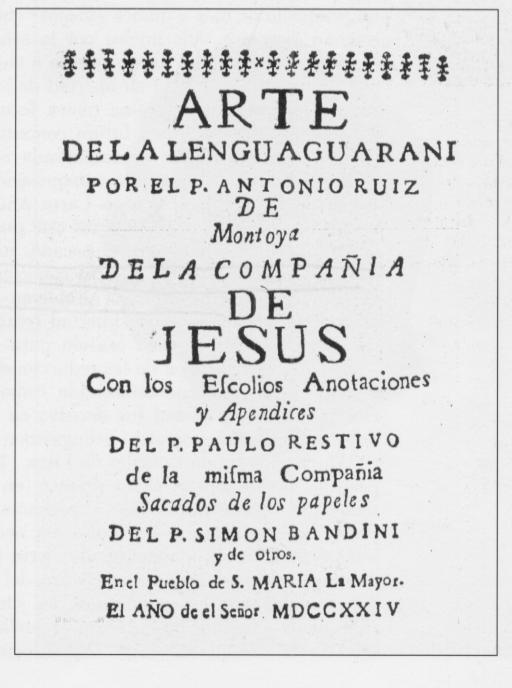
Page de titre de son Arte de la lengua...'

Ruiz obtient gain de cause: le 21 mai 1640, le roi Philippe IV signe un décret autorisant les Réductions à avoir armes à feu et munitions, mais cette décision est subordonnée à l’opinion du vice-roi du Pérou, Pedro de Toledo y Leiva, marquis de Mancera. Pour cette raison, Ruiz retourne à Lima en 1643, où le vice-roi, après de difficiles négociations donne son accord, par le décret du 19 février 1646.
À peine rentré au Paraguay, Ruiz est rappelé à Lima par le Supérieur Provincial, Juan B. Ferrufino, pour y défendre la Compagnie de Jésus contre les attaques et accusations habituelles (exploitation de mines d’or secrètes, hérésies, etc) de l'évêque franciscain Bernardino de Cardenas. Il passe près de six années de sa vie à cette tâche ingrate. Les multiples ‘mémoires’ écrits à cette occasion sont à l’origine de son livre ‘La conquête spirituelle...’
Antonio Ruiz de Montoya meurt à Lima le 11 avril 1652. Apprenant la mort de leur pasteur les Guaranis envoient une quarantaine de porteurs à Lima pour en ramener la dépouille mortelle à la Réduction de Loreto (en Argentine actuelle) pour y être enterré parmi les siens.

## Linguiste et écrivain
Ruiz  a excellé comme linguiste, écrivain et directeur spirituel. Ses œuvres de grammaire guaraníe et vocabulaire, comme d’autres écrits sur l’art et la culture guaranie, seront utilisés par les générations suivantes de missionnaires jésuites comme manuels de préparation au travail dans les réductions de la province du Paraguay. Sa ‘conquête spirituelle’, histoire et défense de l’œuvre évangélisatrice de la Compagnie de Jésus parmi les Guaranís, est une des sources fondamentales de l'histoire des réductions.
Durant son long séjour forcé à Lima Ruiz fut le directeur spirituel de Francisco del Castillo, pour lequel il écrivit le petit traité spirituel sur l’amour mystique : ‘Silex del amor divino’.

## Écrits
Plusieurs des écrits d'Antonio Ruiz ont été republiés et traduits de nombreuses fois jusqu'au milieu du XXe siècle: 
- Conquista espiritual hecha por los religiosos de la Compañía de Jesús en las Provincias del Paraguay, Paraná, Uruguay y Tape. Madrid, 1639. En anglais: The Spiritual conquest accomplished by the religious of the Society of Jesus in the provinces of Paraguay..., St Louis, Institute of Jesuit Sources, 1993, 223pp.
- Tesoro de la lengua guaraní, Madrid, 1639.
- Arte y vocabulario de la lengua guaraní, Madrid, 1640.
- Catecismo de la lengua guaraní, Madrid, 1640.
- Sílex del amor divino, Lima, 1991.